# ホッケー・チャンピオンズトロフィー
ホッケー・チャンピオンズトロフィー（Champions Trophy）は、フィールドホッケーの国際大会である。
男子は1978年、女子は1987年よりほぼ毎年開催されており、世界ランキング上位6か国（五輪及びW杯翌年は基本的にそれらの上位6か国）が集まり総当り戦とノックアウトラウンドにより年度世界一を決定する。オリンピック・ワールドカップとともにホッケー3大大会とされる。

## 大会記録

### 男子
| 年   | 開催地                              |                | 決勝戦       | 決勝戦         | 決勝戦 |
| 年   | 開催地                              | 優勝           | 結果         | 準優勝         |        |
| ---- | ----------------------------------- | -------------- | ------------ | -------------- | ------ |
| 1978 | ラホール （パキスタン）             | パキスタン     | -            | オーストラリア |        |
| 1980 | カラチ （パキスタン）               | パキスタン     | -            | 西ドイツ       |        |
| 1981 | カラチ （パキスタン）               | オランダ       | -            | オーストラリア |        |
| 1982 | アムステルフェーン （オランダ）     | オランダ       | -            | オーストラリア |        |
| 1983 | カラチ （パキスタン）               | オーストラリア | -            | パキスタン     |        |
| 1984 | カラチ （パキスタン）               | オーストラリア | -            | パキスタン     |        |
| 1985 | パース （オーストラリア）           | オーストラリア | -            | イギリス       |        |
| 1986 | カラチ （パキスタン）               | 西ドイツ       | -            | オーストラリア |        |
| 1987 | アムステルフェーン （オランダ）     | 西ドイツ       | -            | オランダ       |        |
| 1988 | ラホール （パキスタン）             | 西ドイツ       | -            | パキスタン     |        |
| 1989 | ベルリン （西ドイツ）               | オーストラリア | -            | オランダ       |        |
| 1990 | メルボルン （オーストラリア）       | オーストラリア | -            | オランダ       |        |
| 1991 | ベルリン （ドイツ）                 | ドイツ         | -            | パキスタン     |        |
| 1992 | カラチ （パキスタン）               | ドイツ         | 4–0          | オーストラリア |        |
| 1993 | クアラルンプール （マレーシア）     | オーストラリア | 4–0          | ドイツ         |        |
| 1994 | ラホール （パキスタン）             | パキスタン     | 2–2 (7–6) PS | ドイツ         |        |
| 1995 | ベルリン （ドイツ）                 | ドイツ         | 2–2 (4–2) PS | オーストラリア |        |
| 1996 | マドラス （インド）                 | オランダ       | 3–2          | パキスタン     |        |
| 1997 | アデレード （オーストラリア）       | ドイツ         | 3–2 ET       | オーストラリア |        |
| 1998 | ラホール （パキスタン）             | オランダ       | 3–1          | パキスタン     |        |
| 1999 | ブリスベン （オーストラリア）       | オーストラリア | 3–1          | 韓国           |        |
| 2000 | アムステルフェーン （オランダ）     | オランダ       | 2–1 ET       | ドイツ         |        |
| 2001 | ロッテルダム （オランダ）           | ドイツ         | 2–1          | オーストラリア |        |
| 2002 | ケルン （ドイツ）                   | オランダ       | 0–0 (3–2) PS | ドイツ         |        |
| 2003 | アムステルフェーン （オランダ）     | オランダ       | 4–2          | オーストラリア |        |
| 2004 | ラホール （パキスタン）             | スペイン       | 4–2          | オランダ       |        |
| 2005 | チェンナイ （インド）               | オーストラリア | 3–1          | オランダ       |        |
| 2006 | タラサ （スペイン）                 | オランダ       | 2–1          | ドイツ         |        |
| 2007 | ラホール （パキスタン）             | ドイツ         | 1–0          | オーストラリア |        |
| 2008 | ロッテルダム （オランダ）           | オーストラリア | 4–1          | スペイン       |        |
| 2009 | メルボルン （オーストラリア）       | オーストラリア | 5–3          | ドイツ         |        |
| 2010 | メンヒェングラートバッハ （ドイツ） | オーストラリア | 4–0          | イングランド   |        |
| 2011 | ニューデリー （インド）             | オーストラリア | 1–0          | スペイン       |        |
| 2012 | メルボルン （オーストラリア）       | オーストラリア | 2–1 ET       | オランダ       |        |
| 2014 | ブバネーシュワル （インド）         | ドイツ         | 2–0          | パキスタン     |        |
| 2016 | ロンドン （イギリス）               | オーストラリア | 0–0 (3–1) PS | インド         |        |
| 2018 | ブレダ （オランダ）                 | オーストラリア | 1–1 (3–1) PS | インド         |        |

### 女子
| 年   | 開催地                              |                | 決勝戦       | 決勝戦         | 決勝戦 |
| 年   | 開催地                              | 優勝           | 結果         | 準優勝         |        |
| ---- | ----------------------------------- | -------------- | ------------ | -------------- | ------ |
| 1987 | アムステルフェーン （オランダ）     | オランダ       | -            | オーストラリア |        |
| 1989 | フランクフルト （西ドイツ）         | 韓国           | -            | オーストラリア |        |
| 1991 | ベルリン （ドイツ）                 | オーストラリア | -            | ドイツ         |        |
| 1993 | アムステルフェーン （オランダ）     | オーストラリア | 1–1 (4–2) PS | オランダ       |        |
| 1995 | マル・デル・プラタ （アルゼンチン） | オーストラリア | 1–1 (4–3) PS | 韓国           |        |
| 1997 | ベルリン （ドイツ）                 | オーストラリア | 2–1 ET       | ドイツ         |        |
| 1999 | ブリスベン （オーストラリア）       | オーストラリア | 3–2          | オランダ       |        |
| 2000 | アムステルフェーン （オランダ）     | オランダ       | 3–2          | ドイツ         |        |
| 2001 | アムステルフェーン （オランダ）     | アルゼンチン   | 3–2          | オランダ       |        |
| 2002 | マカオ                              | 中国           | 2–2 (3–1) PS | アルゼンチン   |        |
| 2003 | シドニー （オーストラリア）         | オーストラリア | 3–2          | 中国           |        |
| 2004 | ロサリオ （アルゼンチン）           | オランダ       | 2–0          | ドイツ         |        |
| 2005 | キャンベラ （オーストラリア）       | オランダ       | 0–0 (5–4) PS | オーストラリア |        |
| 2006 | アムステルフェーン （オランダ）     | ドイツ         | 3–2          | 中国           |        |
| 2007 | キルメス （アルゼンチン）           | オランダ       | 1–0          | アルゼンチン   |        |
| 2008 | メンヒェングラートバッハ （ドイツ） | アルゼンチン   | 6–2          | ドイツ         |        |
| 2009 | シドニー （オーストラリア）         | アルゼンチン   | 0–0 (4–3) PS | オーストラリア |        |
| 2010 | ノッティンガム （イングランド）     | アルゼンチン   | 6–2          | オランダ       |        |
| 2011 | アムステルダム （オランダ）         | オランダ       | 3–3 (3–2) PS | アルゼンチン   |        |
| 2012 | ロサリオ （アルゼンチン）           | アルゼンチン   | 1–0          | イギリス       |        |
| 2014 | メンドーサ （アルゼンチン）         | アルゼンチン   | 1–1 (3–1) PS | オーストラリア |        |
| 2016 | ロンドン （イギリス）               | アルゼンチン   | 2–1          | オランダ       |        |
| 2018 | 常州市 （中華人民共和国）           | オランダ       | 5–1          | オーストラリア |        |